# Deathspell Omega
Deathspell Omega ist eine Black-Metal-Band aus Frankreich.
Es gibt keine offiziellen Angaben über die Mitglieder der Band. Diese wollen so „um jeden Preis die Illusion vermeiden, wichtig oder berühmt zu sein“. Es existieren lediglich Spekulationen über die Mitglieder; die Zusammenarbeit mit Mikko Aspa vom Label Northern Heritage und der Band Clandestine Blaze wurde bestätigt. Shaxul von Hirilorn behauptet jedoch gegenüber der Seite Arcana Noctis, sein Mitmusiker Hasjarl habe Deathspell Omega kurz vor dem Ende Hirilorns als Seitenprojekt gegründet, nach Hirilorns Auflösung seien Shaxul und Hasjarl als verbliebene Mitglieder mit Deathspell Omega weiter aktiv gewesen, wobei ersterer Schlagzeug gespielt, gesungen und die meisten Texte geschrieben habe. Gegenüber dem Deaf Sparrow Zine gibt er als drittes Mitglied der damaligen Besetzung den Bassisten Khaos an. Shaxul sei 2002 ausgestiegen, weil die Band dem „‚religiösen‘ Trend“ gefolgt und avantgardistisch geworden sei, was er als Verrat betrachte.
Die Band selbst gibt über ihre Internetpräsenz keine Informationen preis und gibt auch nur selten Interviews. Die Band gab an, aus Gründen der Anonymität ein „zwiespältiges Verhältnis“ zur Kommunikation mit Außenstehenden zu haben. So wurde ursprünglich gar kein Kontakt zur Fangemeinde gehalten, einen Sinneswandel erklärte die Band mit den Worten: „Kommunikation wird nötig, wenn der Fortschritt einen gewissen Punkt erreicht.“ Die Band lehnt Live-Auftritte ab, da das, was „Deathspell Omega vermittelt, nicht in einer solch begrenzten, rein sinnlichen Umgebung verstanden werden kann“.

## Geschichte
Auf den ersten beiden Alben spielte Deathspell Omega traditionellen, rohen Black Metal in der Tradition der skandinavischen Bands; in den frühen Aufnahmen ließen sich allerdings schon „Riffs sowie Melodienbögen ausmachen“, die „den Grundstein“ für die späteren Alben legten.
Mit ihrem 2004er Album Si monvmentvm reqvires, circvmspice wechselte sie allerdings stilistisch in eine mehr technisch-experimentelle Richtung, setzten auf eine bessere Aufnahme und Produktion und erreichten insgesamt eine psychedelischere und verstörendere Atmosphäre in ihren Liedern. Musikalische Einflüsse und Anleihen an Gregorianischen Gesang und Chormusik verstärken dabei den sakralen Charakter der Musik.
Die Veröffentlichungen nach Si monvmentvm reqvires, circvmspice, verteilt auf die 2005er-EP Kénôse und einigen Split-Veröffentlichungen, verfolgen konsequent den musikalischen Ansatz des 2004er-Albums und erreichen eine Gesamtspielzeit von über 80 Minuten und übersteigen dabei die Spielzeit des Vorgängeralbums.
Si monvmentvm reqvires, circvmspice markiert dabei den ersten Teil einer geplanten Trilogie, deren zweiter Teil Fas – ite, maledicti, in ignem aeternum im Jahr 2007 veröffentlicht wurde.
Im Januar 2009 veröffentlichte die Band eine weitere EP Chaining the Katechon, die aus einem einzigen 22-minütigen Titel besteht, der zur Hälfte aus dem Material der 2008er Split mit S.V.E.S.T. Veritas Diaboli manet in aeternum besteht. 2010 erschien mit Paracletus der dritte Teil der Trilogie.

## Texte
Textlich beschäftigt sich Deathspell Omega primär mit Satanismus auf einer metaphysischen Ebene sowie weiteren theologischen Themen. Die ersten beiden erschienenen Teile ihrer Konzept-Trilogie (Si monvmentvm reqvires, circvmspice und Fas – ite, maledicti, in ignem aeternum) legen dabei einen Schwerpunkt auf die theologischen Aspekte von Gott und Satan sowie das Verhältnis des Menschen zu beiden. Die Texte werden allgemein als poetisch bezeichnet und sind ideologisch fundierter als die der meisten Black-Metal-Bands. Als eine ihrer lyrischen Inspirationen nennt die Band den französischen Schriftsteller und Philosophen Georges Bataille, aus dessen Geschichte Madame Edwarda sie in ihrem Lied Diabolus absconditus zitiert.

## Diskographie

### Studioalben
- 2000: Infernal Battles
- 2002: Inquisitors of Satan
- 2004: Si monvmentvm reqvires, circvmspice
- 2007: Fas – ite, maledicti, in ignem aeternum
- 2008: Manifestations 2000-2001 – Anthologie von Material, das ursprünglich auf LP als Split mit Moonblood und Mütiilation sowie auf der Kompilation Black Metal Blitzkrieg veröffentlicht wurde.
- 2008: Manifestations 2002 – Acht vorher unveröffentlichte Titel, die eigentlich für die Kompilation Crushing the Holy Trinity und für eine geplante Split mit Cantus Bestiae geschrieben wurden.
- 2010: Paracletus
- 2016: The Synarchy of Molten Bones
- 2019: The Furnaces of Palingenesia
- 2022: The Long Defeat

### Split-Veröffentlichungen
- 2001: Clandestine Blaze / Deathspell Omega
- 2001: Sob A Lua Do Bode / Demoniac Vengeance (Split-LP mit Moonblood)
- 2002: Split mit Mütiilation
- 2005: From the Entrails to the Dirt (Part III) (Split-LP mit Malicious Secrets)
- 2005: Crushing the Holy Trinity (Part I: Father) (Split-LP mit Stabat Mater, Clandestine Blaze, Musta Surma, Mgła und Exordium)
- 2008: Veritas Diaboli manet in aeternum (Split-LP mit S.V.E.S.T.)

### Demos und EPs
- 1999: Disciples of the Ultimate Void (Demo, als Bonusmaterial auf dem ersten Album Infernal Battles enthalten)
- 2005: Kénôse (EP)
- 2008: Mass Grave Aesthetics (EP, Wiederauflage des gleichnamigen Lieds von der Split-LP mit Malicious Secrets)
- 2008: Chaining the Katechon (EP)
- 2012: Drought (EP)

### Sampler-Beiträge
- 2001: Black Crushing Sorcery auf Black Metal Blitzkrieg (End All Life Productions)